# Psilotrichum gracilentum
Psilotrichum gracilentum är en amarantväxtart som först beskrevs av William Philip Hiern, och fick sitt nu gällande namn av Charles Baron Clarke. Psilotrichum gracilentum ingår i släktet Psilotrichum och familjen amarantväxter. Inga underarter finns listade i Catalogue of Life.